# Sylvicanthon
Sylvicanthon är ett släkte av skalbaggar. Sylvicanthon ingår i familjen bladhorningar.
Kladogram enligt Catalogue of Life:
| Sylvicanthon | \| \| Sylvicanthon bridarollii \| \| \| \| \| \| Sylvicanthon candezei \| \| \| \| \| \| Sylvicanthon foveiventris \| \| \| \| \| \| Sylvicanthon furvus \| \| \| \| \| \| Sylvicanthon machadoi \| \| \| \| \| \| Sylvicanthon obscurus \| \| \| \| \| \| Sylvicanthon securus \| \| \| \| \| \| Sylvicanthon xanthopus \| \| \| \| |
|              | \| \| Sylvicanthon bridarollii \| \| \| \| \| \| Sylvicanthon candezei \| \| \| \| \| \| Sylvicanthon foveiventris \| \| \| \| \| \| Sylvicanthon furvus \| \| \| \| \| \| Sylvicanthon machadoi \| \| \| \| \| \| Sylvicanthon obscurus \| \| \| \| \| \| Sylvicanthon securus \| \| \| \| \| \| Sylvicanthon xanthopus \| \| \| \| |
|              | Sylvicanthon bridarollii |
|              | |
|              | Sylvicanthon candezei |
|              | |
|              | Sylvicanthon foveiventris |
|              | |
|              | Sylvicanthon furvus |
|              | |
|              | Sylvicanthon machadoi |
|              | |
|              | Sylvicanthon obscurus |
|              | |
|              | Sylvicanthon securus |
|              | |
|              | Sylvicanthon xanthopus |
|              | |